# Intérieurs de Vence
Les Intérieurs de Vence sont une série tableaux réalisés par le peintre français Henri Matisse entre 1946 et 1948 à Vence, dans les Alpes-Maritimes, où il se retire dès 1943.
Les premières de ces toiles sont sans doute Intérieur jaune et bleu et Intérieur rouge de Venise, respectivement conservées au musée national d'Art moderne de Paris et au musées royaux des Beaux-Arts de Belgique, à Bruxelles. En 1947, la série se poursuit notamment avec la Nature morte aux grenades du musée Matisse de Nice, à Nice, mais aussi avec le Nu rose, intérieur rouge du musée Matisse du Cateau-Cambrésis, au Cateau-Cambrésis. L'année suivante c'est le Grand Intérieur rouge du musée national d'Art moderne, à Paris, qui vient encore étoffer la série.